# Kumamoto (prefectuur)

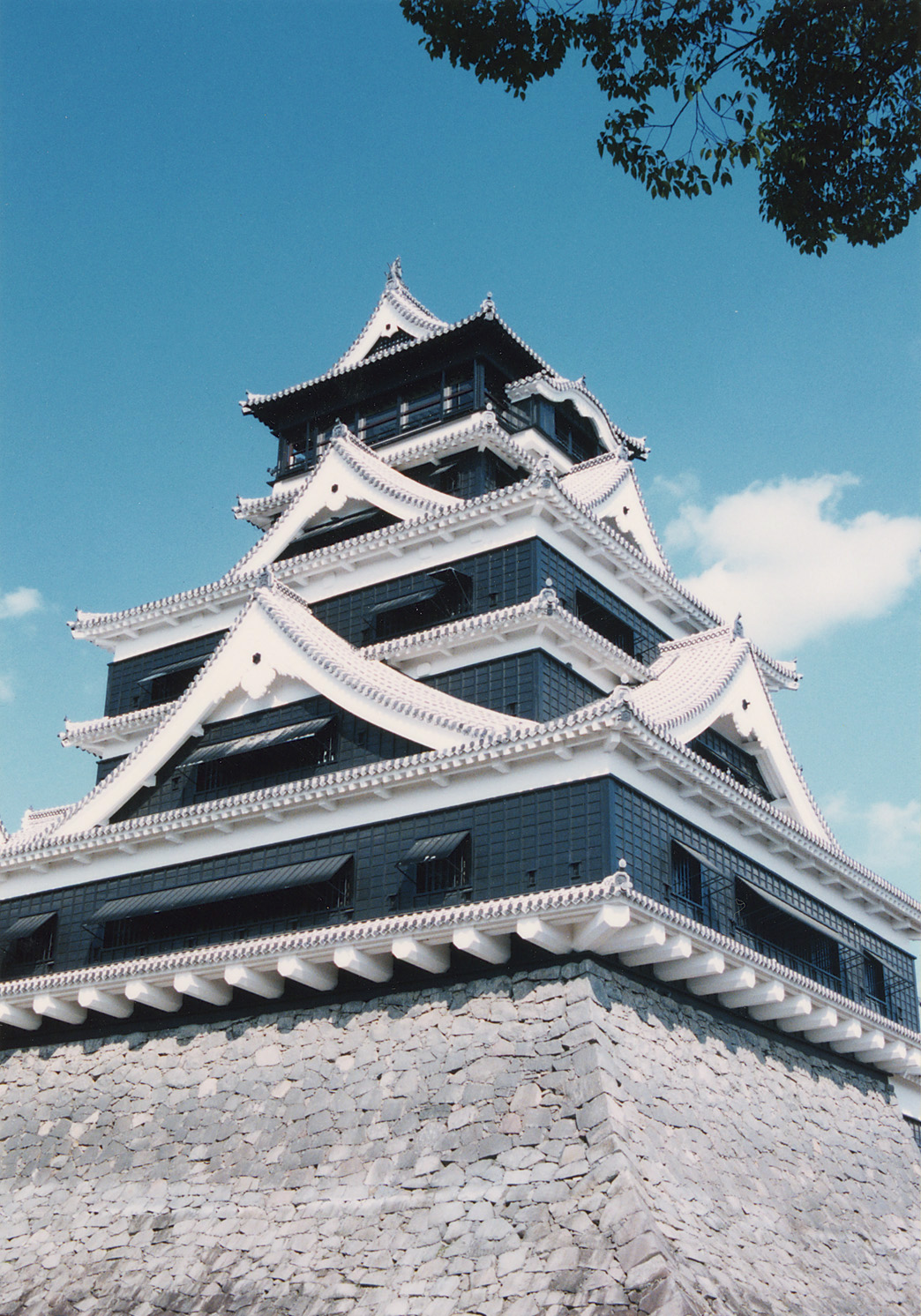
Het Kasteel van Kumamoto

De prefectuur Kumamoto  (Japans: 熊本県,  Kumamoto-ken) is een Japanse prefectuur op het eiland Kyushu. Kumamoto heeft een oppervlakte van 7405,69 km² en een had op 1 maart 2008 een bevolking van ongeveer 1.827.053 inwoners. De hoofdstad is Kumamoto.

## Geschiedenis
De prefectuur Kumamoto vormde tot aan de Meiji-restauratie de provincie Higo.

## Geografie
De prefectuur Kumamoto bevindt zich in het centrum van het eiland Kyushu. De prefectuur wordt begrensd door de Ariake-zee en de Amakusa archipel in het westen , de prefecturen Fukuoka en Oita in het noorden, de prefectuur Miyazaki in het oosten en de prefectuur Kagoshima in het zuiden.
De vulkaan Aso (1592 m), de grootste actieve vulkaan van Japan, ligt in het oosten van de prefectuur Kumamoto.
De administratieve onderverdeling is als volgt:

### Zelfstandige steden (市) shi
Er zijn 14 steden in de prefectuur Kumamoto.
- Amakusa
- Arao
- Aso
- Hitoyoshi
- Kami-Amakusa
- Kikuchi
- Koshi
- Kumamoto (hoofdstad)
- Minamata
- Tamana
- Uki
- Uto
- Yamaga
- Yatsushiro

### Gemeenten (郡 gun)
De gemeenten van Kumamoto, ingedeeld naar district:
| District     | Gemeenten                                                                        |
| ------------ | -------------------------------------------------------------------------------- |
| Amakusa      | Reihoku                                                                          |
| Ashikita     | Ashikita - Tsunagi                                                               |
| Aso          | Minamiaso - Minamioguni - Nishihara - Oguni - Takamori - Ubuyama                 |
| Kamimashiki  | Kashima - Kosa - Mashiki - Mifune - Yamato                                       |
| Kikuchi      | Kikuyo - Ozu                                                                     |
| Kuma         | Asagiri - Itsuki - Kuma - Mizukami - Nishiki - Sagara - Taragi - Yamae - Yunomae |
| Shimomashiki | Misato                                                                           |
| Tamana       | Gyokuto - Nagasu - Nagomi - Nankan                                               |
| Yatsushiro   | Hikawa                                                                           |

### Fusies
(Situatie op 9 juli 2010) 
Zie ook: Gemeentelijke herindeling in Japan
- Op 1 april 2003 werden de gemeenten Fukada, Menda, Ue, Sue en Okaharu van het District Kuma samengevoegd tot de nieuwe gemeente Asagiri.

- Op 31 maart 2004 smolten de gemeenten Himedo, Matsushima, Oyano en Ryugatake van het District Amakusa samen tot de nieuwe stad Kami-Amakusa.

- Op 1 november 2004 fusioneerden de gemeenten Chuo en Tomochi van het District Shimomashiki tot de nieuwe gemeente Misato.

- Op 1 januari 2005 werden de gemeenten Tanoura en Ashikita van het District Ashikita samengevoegd tot de nieuwe gemeente Ashikita.

- Op 15 januari 2005 werden de gemeenten Misumi en Shiranuhi van het District Uto en de gemeenten Matsubase, Ogawa en Toyono van het District Shimomashiki samengevoegd tot de nieuwe stad Uki. Het District Uto verdween door deze fusie.

- Op 15 januari 2005 werden de gemeenten Kahoku, Kamoto, Kao en Kikuka van het District Kamoto aangehecht bij de stad Yamaga.

- Op 11 februari 2005 smolten de gemeenten Aso, Ichinomiya en Namino van het District Aso samen tot de nieuwe stad Aso.

- Op 11 februari 2005 fusioneerden de gemeenten Yabe en Seiwa van het District Kamimashiki en Soyo van het District Aso tot de nieuwe gemeente Yamato. De gemeente behoort tot het District Kamimashiki.

- Op 13 februari 2005 werden de gemeenten Choyo, Hakusui en Kugino van het District Aso samengevoegd tot de nieuwe gemeente Minamiaso.

- Op 22 maart 2005 werden de gemeenten Kyokushi, Shichijo en Shisui van het District Kikuchi aangehecht bij de stad Kikuchi.

- Op 1 augustus 2005 werden de gemeenten Izumi, Kagami, Sakamoto, Sencho en Toyo van het District Yatsushiro aangehecht bij stad Yatsushiro.

- Op 1 oktober 2005 fusioneerden de gemeenten Miyahara en Ryuhoku van het District Yatsushiro tot de nieuwe gemeente Hikawa.

- Op 3 oktober 2005 werden de gemeenten Taimei, Tensui en Yokoshima van het District Tamana aangehecht bij de stad Tamana.

- Op 27 februari 2006 smolten de gemeenten Koshi en Nishigoshi van het District Kikuchi samen tot de nieuwe stad Koshi.

- Op 1 maart 2006 werden de gemeenten Kikusui en Mikawa van het District Tamana samengevoegd tot de nieuwe gemeente Nagomi.

- Op 27 maart 2006 fusioneerden de steden Hondo en Ushibuka met de gemeenten Amakusa, Ariake, Goshoura, Itsuwa, Kawaura, Kuratake, Shinwa en Sumoto (allen van het District Amakusa) tot de nieuwe stad Amakusa.

- Op 6 oktober 2008 werd de gemeente Tomiai van het district Shimomashiki aangehecht bij de stad Kumamoto.

- Op 23 maart 2010 werden de gemeenten Ueki (District Kamoto) en Jōnan (District Shimomashiki) aangehecht bij de stad Kumamoto. Het district Kamoto verdween na deze fusie.[1]

## Bezienswaardigheden

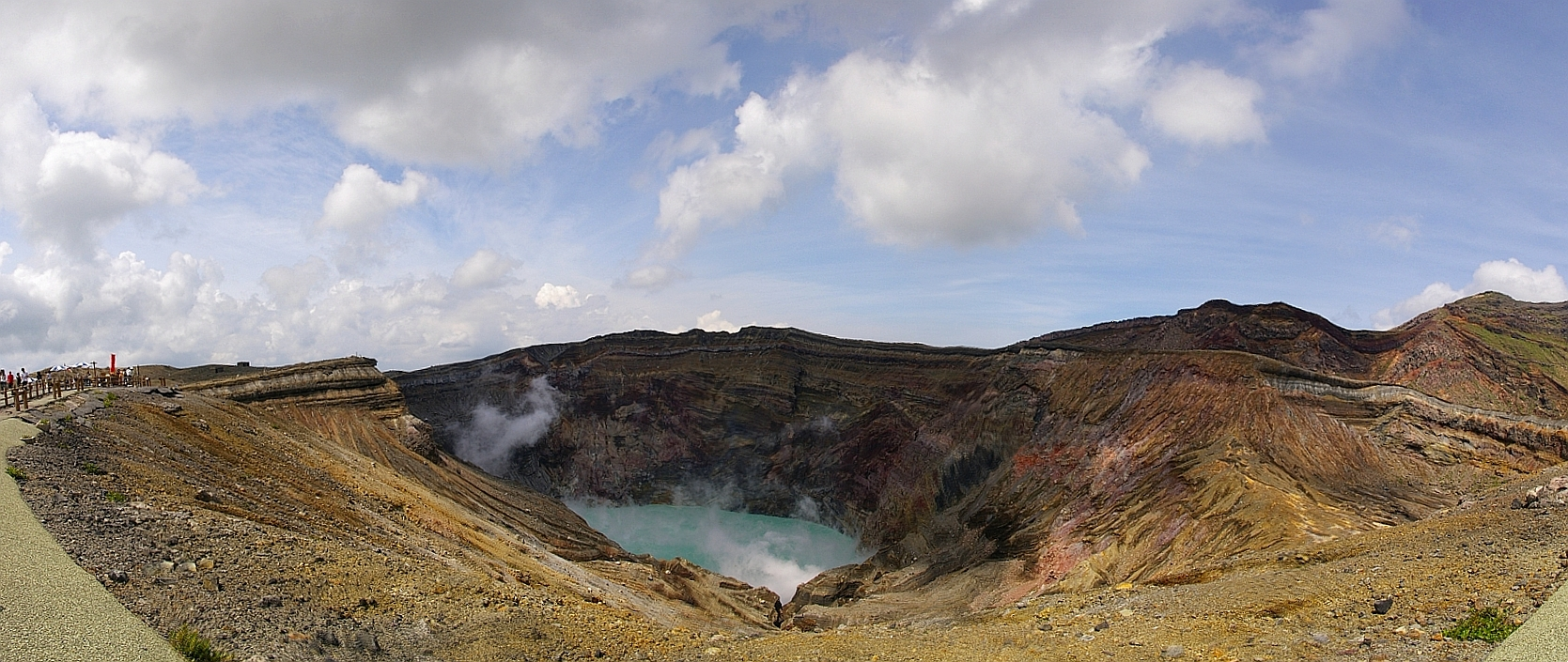
De krater van de vulkaan Aso

- Het kasteel van Kumamoto
- De vulkaan Aso
- Park Suizenji